# 馬来遅

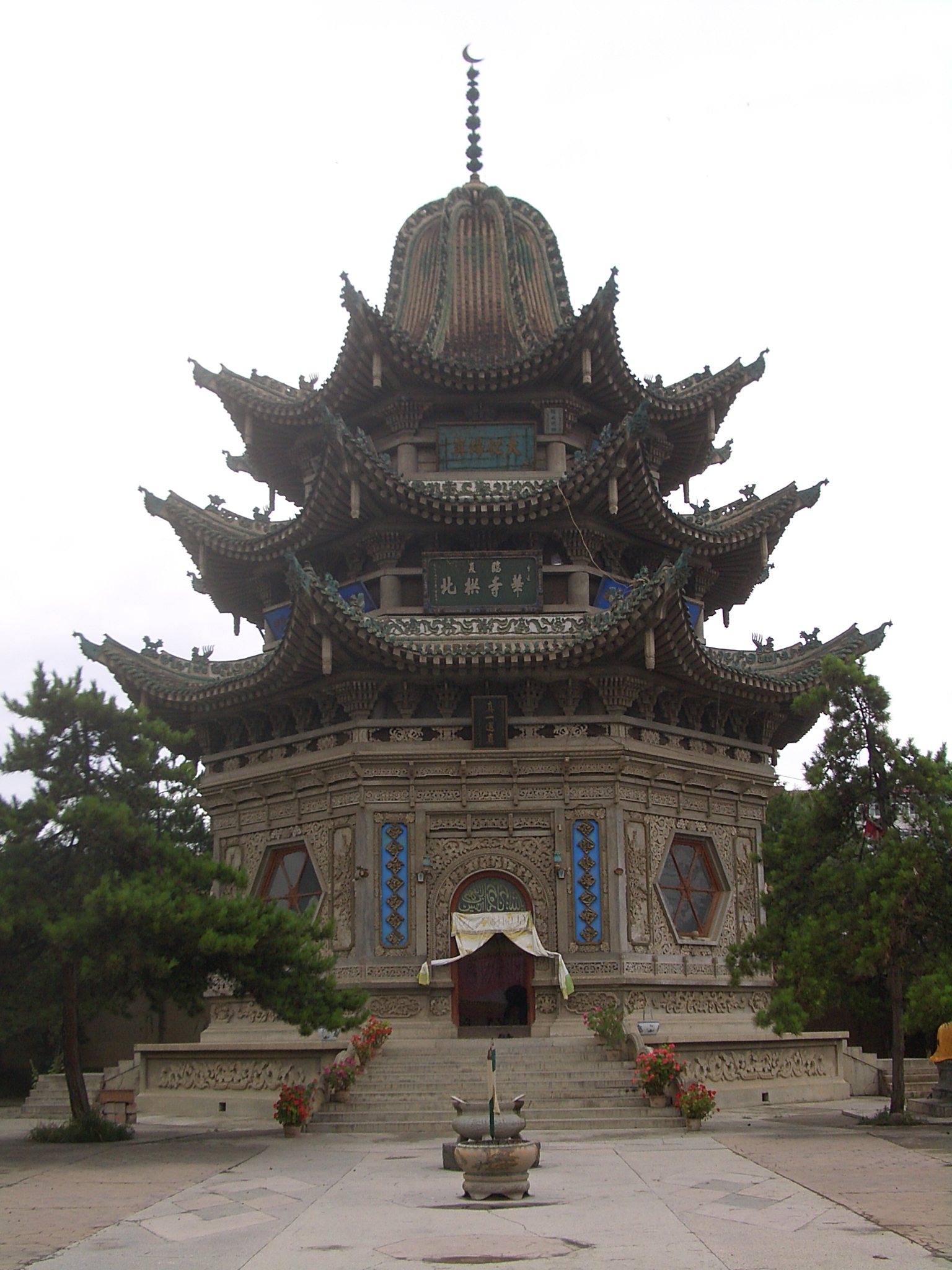
馬来遅廟

馬 来遅（ば らいち、Mǎ Láichí、1681年 - 1766年）、ムスリム名はアブドゥ・ハリム。清代のイスラム教の学者。スーフィズムの一派フフィー教団（虎夫耶、Khufiya）の創設者。
甘粛省河州出身。8歳からモスク（清真寺）で学び、18歳で学業を修了し、河州・民和・広河などのモスクでアホン（イスラム教の指導者）を務めた。1728年、広州より回路でメッカ巡礼に向かった。メッカ・イエメン・バグダード・ダマスクス・カイロなどを訪問し、フフィーヤをはじめとする様々なスーフィズムの学派を学び、1734年に帰国した。帰国後は循化などのモスクの教長を務めたが、各地のムスリムが教えを乞いに来訪し、また馬来遅も雲南省・河南省・陝西省など各地のモスクで積極的に講学したため、回民の間にフフィーヤの教えが伝播していった。